# Дитц, Отто Германович
Отто Германович Дитц (4 [16] ноября 1876 года, Вышний Волочек — 17 декабря 1957 года, Ленинград) — русский и советский топограф и геодезист, полковник Русской императорской армии (1916). Начальник Корпуса военных топографов РККА (1920—1923). Доктор технических наук (1939), профессор и заведующий кафедрой инженерной геодезии в Ленинградском политехническом и Ленинградском инженерно-строительном институтах. Автор многочисленных справочников и учебников по геодезии.

## Биография

### В императорской армии
Отто Германович Дитц родился 4 ноября 1876 года в Вышнем Волочке в лютеранской семье. Окончил Вышне-Волоцкое училище кондукторов путей сообщения. 30 сентября 1897 года зачислен на военную службу кондуктором II класса рядового звания в 1-ю Привислинскую инженерную дистанцию Варшавского военного округа. 1 апреля 1898 года произведён в унтер-офицеры, а 21 апреля — в кондукторы I класса. В августе того же года выдержал вступительные экзамены и 1 октября 1898 года зачислен юнкером унтер-офицерского звания в Военно-топографическое училище. Окончил училище по 1-му разряду и 25 сентября 1900 года произведён в подпоручики Корпуса военных топографов, со старшинством с 9 августа 1899 года.
15 октября 1900 года Дитц прикомандирован на 6 месяцев «для усовершенствования в строевом образовании» к лейб-гвардии Московскому полку. 14 апреля 1901 года назначен на топографическую съёмку Северо-Западного пограничного пространства. 6 декабря 1903 года произведён в поручики, со старшинством с 9 августа 1903 года. 12 марта 1904 года прикомандирован к 200-му пехотному Ижорскому полку для выслуги в строю срока, положенного для поступления в Николаевскую академию Генерального штаба. 6 октября того же года откомандирован к 198-му резервному пехотному Александро-Невскому полку.
7 февраля 1905 года Дитц откомандирован от полка в Военно-топографическое управление Главного штаба, где планировал получить назначение на Дальний Восток. 8 февраля получил назначение на топографическую съёмку Финляндии и Санкт-Петербургской губернии. 30 сентября 1905 года прикомандирован к 93-му пехотному Иркутскому полку, где с 13 декабря 1905 по 5 марта 1906 года временно командовал 10-й ротой. 20 августа 1906 года командирован в Николаевскую академию Генерального штаба для поступления, и 9 октября того же года зачислен слушателем академии. 6 декабря 1906 года произведён в штабс-капитаны, со старшинством с 6 августа 1906 года.
После окончания по 1-му разряду двух основных курсов и, «успешно», дополнительного геодезического курса академии, 17 января 1909 года Отто Дитц направлен в Николаевскую главную обсерваторию в Пулково для прохождения двухлетнего курса по астрономии. 28 апреля 1909 года конференция Николаевской академии Генерального штаба присудила Дитцу премию имени генерала Зейфарта «за лучшие съёмки». 30 апреля 1909 года «за отличные успехи в науках» произведён в капитаны. В 1910 году совместно с Н. Н. Матусевичем произвёл сеанс радиотелеграфной связи из Мариехамна с транспортом «Описной», по которому были произведены определения долгот маяка Богшер. После окончания обучения в обсерватории 29 марта 1911 года переведён в Генеральный штаб с назначением состоять в числе офицеров Корпуса военных топографов.
С 15 апреля 1911 года Дитц состоял при Военно-топографическом отделе Главного управления Генерального штаба. 8 мая того же года назначен исправляющим должность начальника геодезического отделения этого отдела. 6 декабря 1911 года пожалован орденом Святого Станислава 3-й степени. В августе — октябре 1912 года он находился на полевых работах по измерению Шимского базиса, в июле — августе 1913 года — Оршанского базиса, в августе — сентябре 1915 года — Гомельского базиса. 6 декабря 1913 года пожалован орденом Святой Анны 3-й степени, а 22 марта 1915 года, «за отлично ревностную службу и особые труды, вызванные обстоятельствами текущей войны» — орденом Святого Станислава 2-й степени (со старшинством с 1 января 1915 года).
15 июня 1915 года Отто Дитц произведён в подполковники и утверждён в должности помощника начальника геодезического отделения Военно-топографического отдела Главного управления Генерального штаба. 15 августа того же года старшинство в чине подполковника даровано с 6 декабря 1913 года. 24 августа 1916 года назначен штаб-офицером для поручений при штабе 37-го армейского корпуса, но уже 25 августа назначен исправляющим должность начальника штаба 121-й пехотной дивизии. 6 декабря 1916 года произведён в полковники. 31 июля 1917 года назначен исправляющим должность начальника штаба 136-й пехотной дивизии, находился на этой должности до расформирования дивизии в 1918 году.

### В Красной армии. Репрессии
После Октябрьской революции Отто Германович Дитц добровольно вступил в РККА. 19 апреля 1918 года назначен помощником начальника геодезического отделения Корпуса военных топографов РККА, а 15 мая того же года — помощником начальника геодезического отделения Военно-топографического отдела Главного управления Генерального штаба. 1 июня 1918 года назначен исправляющим должность начальника части научных работ и изданий научных трудов геодезического отделения, в июле — начальником части астрономо-геодезических работ геодезического отделения, а 3 августа того же года — временно исправляющим должность начальника геодезического отделения. 2 февраля 1920 года утверждён в должности начальника отдела. 21 декабря 1920 года назначен начальником Корпуса военных топографов РККА.
Помимо непосредственной служебной деятельности по Корпусу военных топографов и Генеральному штабу, Отто Германович Дитц занимался преподавательской деятельностью. С 1910 года он преподавал геодезию в Военно-топографическом училище и Петербургском политехническом институте. С 1920 года преподавал в Московском межевом институте, профессор. Принимал участие в составлении учебников и справочников по геодезии.
Весной 1923 года был Дитц арестован по «Делу топографов». Обвинённый в «финансовых злоупотреблениях и взятках, имевших место в Корпусе военных топографов и выявленных в результате работы комиссии по борьбе со взяточничеством при штабе РККА», осуждён на 5 лет заключения, содержался в Таганской тюрьме. В 1925 году освобождён по амнистии. В том же году восстановлен в правах профессора кафедры геодезии Ленинградского политехнического института, в 1934 году возглавил кафедру. В 1939 году без защиты диссертации утверждён в степени доктора технических наук.

### Последние годы
С 1927 года Отто Дитц в качестве старшего инженера Высшего геодезического управления ВСНХ СССР руководил построением сети опорных геодезических пунктов для разбивки сооружений Днепростроя, участвовал в геодезических работах при строительстве гидроэлектростанций по плану ГОЭЛРО на Свири, Туломе, Ниве, Вуоксе и других реках, в разбивке Беломорско-Балтийского канала. Принимал участие в топографических съёмках городов Севастополя, Новороссийска, Молотова, Куйбышева и других. Активно продвигал внедрение фотограмметрии и точных измерений методом интерференции света в практику геодезических работ. Под его руководством были построены компараторы для эталонирования 24-метровых инварных проволок в ЦНИИГАиК и Ленинградском политехническом институте.
После блокирования Ленинграда немецкими войсками Дитц эвакуирован в 1942 году в Красноярск, где работал в Сибирском лесотехническом институте. В 1944 году вернулся в Ленинград, до конца жизни заведовал кафедрой геодезии в Ленинградском политехническом институте, также преподавал в Ленинградском инженерно-строительном институте. В 1956 году награждён орденом Трудового Красного Знамени. Являлся действительным членом Географического и Астрономо-геодезического обществ СССР.
Дитц является автором более пятидесяти научных работ и выдержавшего пять переизданий учебника «Геодезия для гидротехников». Написал и опубликовал большое число статей в Технической энциклопедии, Топографическом и геодезическом журнале, журнале «Геодезист», в которых описывал наиболее современные методы всех видов геодезических работ и последние достижения геодезической науки и техники.
Отто Германович Дитц умер 17 декабря 1957 года в Ленинграде. Похоронен на Богословском кладбище.

## Семья
Отто Германович Дитц был женат на Лидии Антоновне Александровой, от которой имел сыновей: Владимира (род. 20 сентября 1907 года) и Василия (род. 23 января 1912 года).